# Hohenzollernstraße 56 (Mönchengladbach)

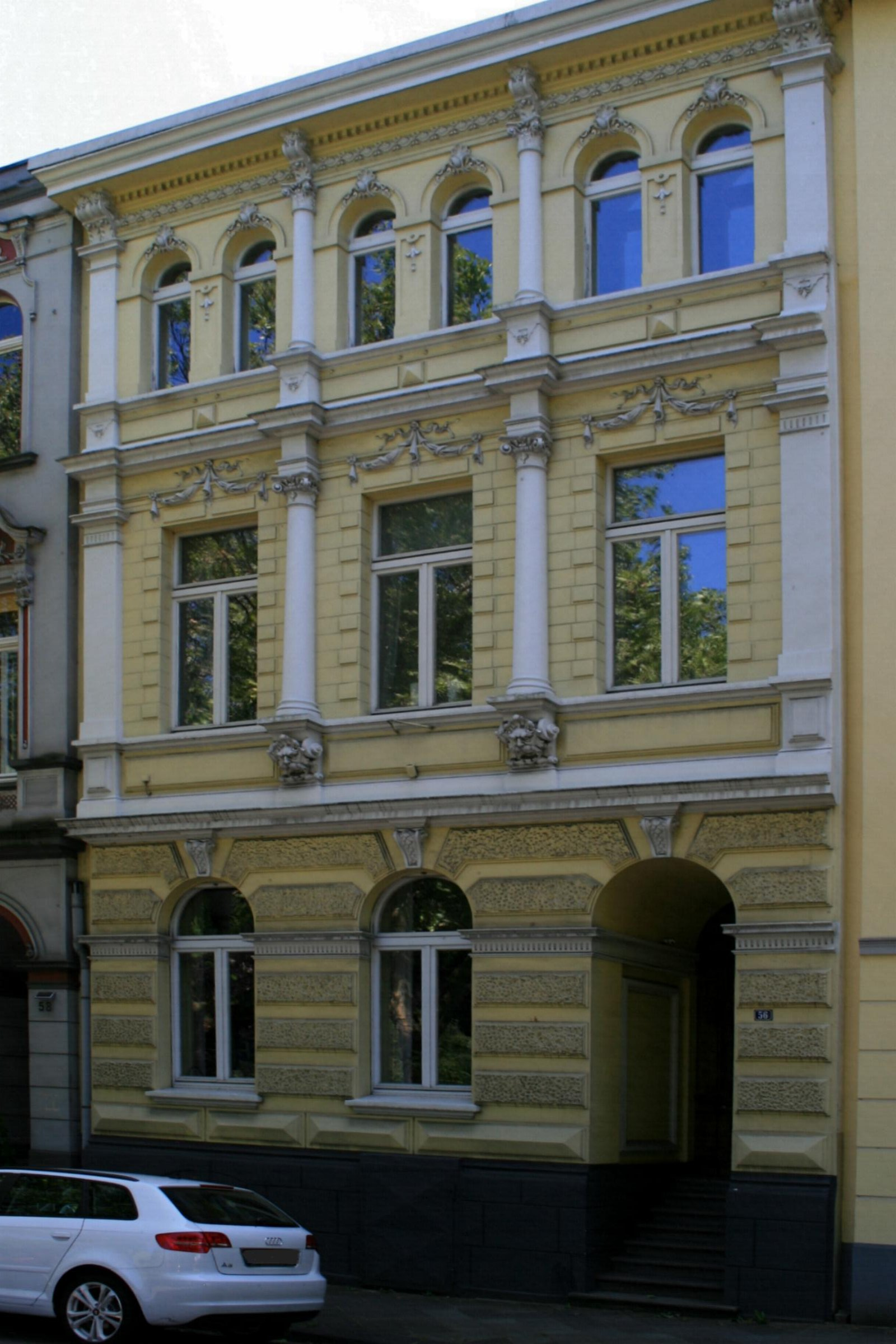
Wohnhaus (2010)

Das Wohnhaus Hohenzollernstraße 56 steht in Mönchengladbach (Nordrhein-Westfalen).
Das Gebäude wurde 1900 erbaut. Es wurde unter Nr. H 096  am 17. November 1997 in die Denkmalliste der Stadt Mönchengladbach eingetragen.

## Lage
Die Hohenzollernstraße liegt im nördlichen Stadterweiterungsgebiet unmittelbar gegenüber dem Bunten Garten und der Kaiser-Friedrich-Halle.

## Architektur
Es handelt sich um einen dreigeschossigen Putzbau mit flach geneigtem Satteldach. Traditionelle Fassadengliederung des Rheinischen Dreifensterhauses unter Betonung des ersten Obergeschosses als Beletage. Horizontalgliederung und -strukturierung durch Sockel-, Stockwerk-, weit vorkragendes Dachgesims sowie durch eine kräftige Quaderimitation im Erdgeschoss.
Die Vertikalbetonung übernehmen im ersten Obergeschoss jeweils eine äußere Pilasterstellung und eine innere, plastisch durchformulierte Säulenstellung, die von maskenbesetzten Konsolen gestützt wird. Erschlossen wird das Gebäude durch die rechts angeordnete, tief eingeschnittene Eingangsnische. Alle Fensteröffnungen sind in geschossweise variierender Form und Gestaltung ausgeführt. Die des Erdgeschosses, einschließlich der Eingangsnische sind als mit Schlussstein besetzte Rundbogenfenster ausgebildet; die Hochrechtecke des ersten Obergeschosses schließen mit scheitrechtem Sturz und werden von einer fein modellierten Ornamentik überkrönt. Als schmale hohe Rundbogen sind die sechs gleichmäßig aufgereihten Fenster des zweiten Obergeschosses formuliert.